# 深宵新聞報道
《深宵新聞報道》（英語：Overnight News）是香港電視廣播有限公司新聞及資訊部製作的新聞節目。
每晚《深宵新聞報道》一般都由兩位年資較低的主播輪流負責，但在特別情況下或會預早額外安排主播值班。

## 播出時間
無綫新聞台於星期二至六凌晨00:00-01:15、01:30-03:15、03:30-06:00、星期日及一凌晨00:00-06:00播放。
2017年8月15日前，00:00及03:00為一般首播時段，但當在突發新聞時錄播時段亦會改為即時直播；2017年8月16日起於全部時段均改為即時直播。
而預警八號信號、八號或以上熱帶氣旋信號生效期間，每節半小時新聞均會改為直播，以便報道最新風暴消息；而在2014年FIFA世界盃及雨傘行動期間亦改為兩位主播交替主持（分別在於每節新聞整點直播，但30分則仍然為錄播）。
2019年1月15日，TVB新聞台停播，本節目只在無綫新聞台播出。
| 時間  | 播放形式 | 播放形式   | 播放形式 | 拍攝位置               |
| 時間  | 星期一   | 星期二至六 | 星期日   | 拍攝位置               |
| 00:00 | 直播     | 直播       | 直播     | 新聞台直播室主播台右邊 |
| 00:30 | 直播     | 直播       | 直播     | 新聞台直播室主播台右邊 |
| 01:00 | 直播     | 直播       | 直播     | 新聞台直播室主播台右邊 |
| 01:30 | 直播     | 直播       | 直播     | 新聞台直播室主播台右邊 |
| 02:00 | 直播     | 直播       | 直播     | 新聞台直播室主播台右邊 |
| 02:30 | 直播     | 直播       | 直播     | 新聞台直播室主播台右邊 |
| 03:00 | 直播     | 直播       | 直播     | 新聞台直播室主播台右邊 |
| 03:30 | 直播     | 直播       | 直播     | 新聞台直播室主播台右邊 |
| 04:00 | 直播     | 直播       | 直播     | 新聞台直播室主播台右邊 |
| 04:30 | 直播     | 直播       | 直播     | 新聞台直播室主播台右邊 |
| 05:00 | 直播     | 直播       | 直播     | 新聞台直播室主播台右邊 |
| 05:30 | 直播     | 直播       | 直播     | 新聞台直播室主播台右邊 |

紅字代表直播，藍字則代表錄播。

## 主持
鄭禧年（恒常）/賀子欣（恒常）/梁思齊（恒常）/譚詩雅（恒常）/陳語翹/王倩荷/容家耀/王穎琪/周可茵/廖淑怡
2025年5月6日凌晨開始，除星期日外每晚《深宵新聞報道》改由一位年資較低的主播，加一位前一天負責《一小時新聞》或《天氣報告》的主播（前半）／一位於當天負責《香港早晨》的主播（後半）一同負責。

## 收視率
| 日期                | 平均   | 備註           |
| ------------------- | ------ | -------------- |
| 2016年4月1日-4月2日 | 4點    | 23:45-1:00時段 |
| 2019年8月4日        | 11.6點 | 00:00時段      |
| 2019年8月4日        | 10.7點 | 00:15時段      |